# Trinia ramosissima
Trinia ramosissima là một loài thực vật có hoa trong họ Hoa tán. Loài này được Ledeb. miêu tả khoa học đầu tiên.